# ルエル・ヴァーナル
ルエル・ヴァーナル（Ruel Vernal, 本名: Norberto Paranada Venancio, 1946年9月8日 - ）はマニラ出身の映画俳優。1970年から2003年の間に活動した。息子は俳優のマーク・ヴァーナルとケヴィン・ヴァーナルである。
スペイン語ではルエル・ヴェルナールと発音するが、日本での片仮名表記は英語読みのルエル・ヴァーナルが一般化している。別のクレジット名義には『地獄の戦士/ブラック・ファイアー』（1985年/未/ビデオ）に於けるレイ・ヴァーナル（Ray Vernall）がある。

## 俳優としての特徴
188 cmの長身と屈強な体躯、過去に演じた役名からレッド・ホースやレッド・ホース・ベアーの仇名で呼ばれることもあり善悪問わず数多くの役どころを演じた。アクション物からメロ・ドラマ、喜劇に至までの幅広い娯楽作品から社会派物まで数多くの作品やTV作品にも出演し、およそ30年のキャリアで274作品に出演したとインターネット・ムービー・データベースにある。フィリピンで撮影された外国映画にも進出した。演技力にも定評あり、『インシアン』（1976年）では演技賞にも輝いている。キャリアの最初期にはロバート・アルドリッチ監督がフィリピン・ロケを行った『燃える戦場』（1969年）のラスト場面の英軍兵士の群れの中にエキストラ出演が確認される。

## 受賞とノミネート
1977年のガワッド・ウリアン賞ではリノ・ブロッカ監督の『インシアン』（1976年）のヤクザな男ダド役の演技で最優秀助演男優賞に輝き、メトロ・マニラ映画祭でも同作品で同賞を獲得した。また、FAMAS賞では同部門のノミネートに終わった。
1977年のFAMAS賞ではイシマエル・ベルナル監督の『エンドレスセーラー』（1977年/未ソフト化）で、最優秀助演男優賞にノミネートされた。主演女優は日本の大映の『釈迦』（1961年）にも出演し、釈迦役の本郷功次郎とダイダバッタ役の勝新太郎と共演したチャリト・ソリスだった。

## 疑似米国映画にも出演
本国のローカル作品での活動の全貌は把握し難いが、出演作品の数本が日本でもVHS化された。主なものにアラビアン・ナイト風の児童映画『ジマター/法力妖怪大戦争・半魚人の逆襲』（1982年/未/ビデオ）（マウントライト/ソニーより発売済）、『ランボー・ジョー・ダン/捕虜救出作戦』（1984年/未/ビデオ）（フォーステンより発売済）等の喜劇俳優のレッドフォード・ホワイト主演のロッキーのパロディ『ロッキー・ジョー・ダン/ドラゴンを倒せ！』（1986年/未/ビデオ）（フォーステンより発売済）、『ムスリム・マグナム.357』（1986年/未/ビデオ）（東和より発売済）、アルバトロス配給で劇場公開された戦争アクション物『ゴリラ・コマンドー』（1990年）があり、それ等は英語版となって発売された。
海外市場を対象とした英語版の所謂、疑似米国映画にも出演した。香港系のシルヴァー・スター・フィルム社製作の『復讐！炎のコマンド』（1983年/未/ビデオ）では金属製の義手をはめた殺し屋を演じたが、金色の手袋をしただけのものだった。マカロニ・ウェスタンで活躍した米国俳優のリチャード・ハリスンが主演で、共演のブルース・バロンやマイク・モンティ、ジム・ゲインズ等は当時無名に等しい米国俳優である。他にも、シルヴァー・スター・フィルム社ではレイ・ヴァーナルの変名で出演した『地獄の戦士/ブラック・ファイアー』（1985年/未/ビデオ）でスペイン人俳優のロマーノ・クリストフ（クレジット名義はロン・クリストフ）と共演した。米国のロジャー・コーマンの資本投下を受けたシリオ・H・サンティアゴ監督の『ファイアー・マックス』（1984年/未/ビデオ/TV放映）ではクレジット無しのフィリピン棒術使い役でワン・カット出演しており、後にこの場面はジム・ウィノースキー監督の『ウォーター・ウォーズ』（2014年/未ソフト化）でフッテージ流用された。尚、シルヴァー・スター・フィルム社で活躍したハリスン主演の1986年の香港映画『地獄のバトルボーダー/戦場に舞い降りた残虐軍団』（未/ビデオ）は既製のフィリピン映画に新録のアクション場面を編集したパッチワーク映画で、ヴァーナルはローランド・ダンテス等と共に姿を見せる。他にもこの手の作品にはカメルーン俳優のアルフォンス・ベニが主演した『トップ・ミッション』（1987年/未ソフト化）がある。

## 外国映画への進出
フィリピンで撮影されたイタリア映画『インディオ』（1989年/未/ビデオ）ではクレジットされなかったが、現場監督役で登場した。アントニオ・マルゲリーティ監督がアンソニー・M・ドースンの変名を用い、アマゾンの乱開発に反抗するインディオの青年の戦いが描かれた。アンソニー・クインの息子のフランチェスコ・クインが主演で、ボクサーのマーヴェラス・マーヴィン・ハグラーや『ランボー』（1982年）の保安官役で知られるブライアン・デネヒー、フィリピンの国際派女優のテッチー・アグバヤーニ等が脇を固めていた。
米国映画にはチャック・ノリス主演の『デルタフォース2』（1990年）に端役出演した。コロンビアが舞台の麻薬戦争物で、ヴェルナールはビリー・ドラゴ演じる麻薬王の用心棒の一人としてだった。フィリピンで撮影されたために、ボディビルダー出身のローランド・ダンテスやボクサー出身のクリス・アグィラーと言った屈強な容姿の俳優も用心棒役に起用され、喜劇俳優としてフィリピンで高名なスバス・ヘレロも大統領役で出演していた。

## フィルモグラフィ
- 『燃える戦場』（1969年）（東芝映像から発売済み）（エキストラ）ロバート・オルドリッチ監督、マイケル・ケイン、クリフ・ロバートスン、高倉健、ヘンリー・フォンダ出演
- 『インシアン』（1976年）リノ・ブロッカ監督、ヒルダ・コロネル、モナ・リサ出演
- 『エンドレスセーラー』（1977年/未ソフト化）イシマエル・ベルナル監督、チャリト・ソリス、エディー・ガルシア出演
- 『ジマター/法力妖怪大戦争・半魚人の逆襲』（1982年/未/ビデオ）（マウントライト/ソニーより発売済み）リッキー・サンティアゴ、ホセ・フローレス・シバル共同監督、J・C・ボニン出演
- 『楽園の動物』（1982年/未ソフト化）ジュン・ガラルド監督、ルディー・フェルナンデス、渡辺ケン出演
- 『復讐！炎のコマンド』（1983年/未/ビデオ）（日本コロムビアより発売済み）テディー・ページ監督、リチャード・ハリスン出演
- 『ファイアー・マックス』（1984年/未/ビデオ/TV放映＝テレビ金沢・土曜ビッグシアター枠1991年）（東芝映像より発売済み）（クレジット無し）シリオ・H・サンティアゴ監督、ゲーリー・ワトキンス出演
- 『地獄の戦士/ブラック・ファイアー』（1985年/未/ビデオ）（松竹より発売済み）テディー・ページ監督、ロマーノ・クリストフ、ジム・ゲインズ、トニー・カレオン出演
- 『ムスリム・マグナム.357』（1986年/未/ビデオ）（東和から発売済み）フェルナンド・ポー・ジュニア監督、出演、エディー・ガルシア出演
- 『ロッキー・ジョー・ダン/ドラゴンを倒せ！』（1986年/未/ビデオ）（フォーステンから発売済み）リッキー・サンティアゴ監督、レッドフォード・ホワイト、パンチート出演
- 『地獄のバトルボーダー/戦場に舞い降りた残虐軍団』（1986年/未/ビデオ）（徳間ジャパンから発売済み）（クレジット無し、他作品からのフッテージ流用）ゴッドフリー・ホー監督、リチャード・ハリスン、マイク・アボット出演
- 『トップ・ミッション』（1987年/未ソフト化）（クレジット無し、他作品からのフッテージ流用）ゴッドフリー・ホー監督、アルフォンス・ベニ出演
- 『女戦士/怒りの復讐』（1988年/未/ビデオ）（日本クラウンから発売済み）ジョーイ・ロメロ監督、ジュリア・モンゴメリー出演
- 『インディオ』（1989年/未/ビデオ）（CIC/ビクターから発売済み）（クレジット無し）アンソニー・M・ドースン（アントニオ・マルゲリーティ）監督、フランチェスコ・クィン、マーヴェラス・マーヴィン・ハグラー、ブライアン・デネヒー、テッチー・アグバヤーニ出演
- 『デルタフォース2』（1990年）（テレビ放映＝フジテレビ・ゴールデン洋画劇場枠1994年）（東芝映像/ヘラルドから発売済み）アーロン・ノリス監督、チャック・ノリス、リチャード・ジェッケル出演
- 『ゴリラ・コマンドー』（1990年）（アルバトロスから発売済み）ウィリー・ダド監督、マックス・ラウレル、レックス・ラピッド出演
- 『ウォーター・ウォーズ』（2014年/未ソフト化）（クレジット無し、『ファイアー・マックス』からのフッテージ流用）ジム・ウィノースキー、シリオ・H・サンティアゴ監督